# Svedinos Bil- och Flygmuseum

Svedinos bil- och flygmuseum är ett museum i Ugglarp, Falkenbergs kommun. Det grundades av Lennart Svedfelt, även känd under artistnamnet Svedino. Museet invigdes den 20 juni 1961, och innehöll då 35 fordon. Det var då Skandinaviens första museum av sitt slag. Med tiden kom samlingarna att utökas med flygplan. Svedfelt var den förste som fick lov att köpa utrangerade stridsflygplan från Flygvapnet, en Saab J 29 Tunnan.
Svedinos är en av Europas största kombinerade samlingar av gamla bilar och flygplan. Samlingen omfattar cirka 130 bilar, 40 flygplan, motorcyklar, motorer, bruksföremål med mera. I samlingarna finns bland annat fordon som tillhört Gustaf V och Alfred Nobel.